# Championnat de Russie de football de deuxième division 2023-2024
Navigation
Édition précédente Édition suivante
Rodina Moscou
Torpedo Moscou
La saison 2023-2024 de Pervaïa Liga est la trentième-deuxième édition de la deuxième division russe. C'est la treizième édition à suivre un calendrier « automne-printemps » à cheval sur deux années civiles. Elle prend place entre le 15 juillet 2023 et le 25 mai 2024, et comprend une trêve hivernale d'environ trois mois entre le novembre 2023 et mars 2024.
Pour cette édition, dix-huit clubs du pays sont regroupés au sein d'une poule unique où ils s'affrontent à deux reprises, à domicile et à l'extérieur, pour un total de 306 matchs, soit trente-quatre chacun.
En fin de saison, les trois derniers au classement sont relégués en troisième division tandis que les deux premiers sont directement promus en première division. Le troisième et le quatrième sont quant à eux qualifiés pour le barrage de promotion où ils sont opposés au treizième et quatorzième de la première division afin de déterminer les deux derniers participants de ces deux compétitions pour la saison suivante.

## Clubs participants
Parmi les équipes participantes, douze d'entre elles étaient déjà présentes lors de la saison 2022-2023. À celles-ci s'ajoutent deux relégués de première division, le FK Khimki et le Torpedo Moscou, ainsi que quatre promus de troisième division, le FK Leningradets, le Sokol Saratov, le Tchernomorets Novorossiisk et le FK Tioumen, qui remplacent les promus et relégués de l'édition précédente.
Légende des couleurs
- Relégué de première division
- Promu de troisième division

| Club                       | Présent depuis | Classement 2022-2023 | Entraîneur             | Stade                        | Capacité théorique |
| -------------------------- | -------------- | -------------------- | ---------------------- | ---------------------------- | ------------------ |
| FK Khimki                  | 2023           | 15 (D1)              | Andreï Talalaïev       | Arena Khimki                 | 18 636             |
| Torpedo Moscou             | 2023           | 16 (D1)              | Oleg Kononov           | Stade Loujniki               | 76 880             |
| Alania Vladikavkaz         | 2020           | 3                    | Ievgueni Kalechine     | Akhmad Arena (Grozny)        | 30 597             |
| Ienisseï Krasnoïarsk       | 2019           | 4                    | Andreï Tikhonov        | Stade central                | 15 000             |
| Rodina Moscou              | 2022           | 5                    | Franc Artiga           | Sapsan Arena                 | 10 000             |
| Neftekhimik Nijnekamsk     | 2019           | 6                    | Kirill Novikov         | Stade Neftekhimik            | 3 100              |
| Chinnik Iaroslavl          | 2022           | 7                    | Dmitri Cheryshev       | Stade Chinnik (en)           | 22 990             |
| Dinamo Makhatchkala        | 2022           | 8                    | Khassanbi Bidjiev (en) | Anji Arena (en) (Kaspiisk)   | 24 173             |
| Akron Togliatti            | 2020           | 9                    | Zaur Tedeïev           | Stade Kristall (Jigouliovsk) | 3 010              |
| SKA-Khabarovsk             | 2018           | 10                   | Roman Charonov         | Stade Lénine                 | 14 800             |
| Kamaz Naberejnye Tchelny   | 2021           | 11                   | Ildar Akhmetzianov     | Stade Kamaz (en)             | 6 248              |
| Volgar Astrakhan           | 2020           | 12                   | Sergueï Pavlov         | Stade central                | 18 000             |
| Arsenal Toula              | 2022           | 13                   | Aleksandr Storojouk    | Stade Arsenal (en)           | 14 935             |
| Kouban Krasnodar           | 2021           | 14                   | Vadim Ievseïev         | Stade Kouban                 | 31 654             |
| Tchernomorets Novorossiisk | 2023           | 1 (D3, groupe 1)     | Vadim Garanine         | Stade central                | 12 500             |
| FK Leningradets            | 2023           | 1 (D3, groupe 2)     | Sergueï Kiriakov       | Stade Petrovski              | 20 985             |
| Sokol Saratov              | 2023           | 1 (D3, groupe 3)     | Alekseï Baga (en)      | Stade Lokomotiv              | 11 359             |
| FK Tioumen                 | 2023           | 1 (D3, groupe 4)     | Igor Menchtchikov      | Stade Geolog                 | 13 057             |

### Changements d'entraîneur
| Club                       | Entraîneur partant   | Date de départ    | Position   | Entraîneur arrivant    | Date d'arrivée    |
| -------------------------- | -------------------- | ----------------- | ---------- | ---------------------- | ----------------- |
| Volgar Astrakhan           | Andranik Babayan     | 6 juin 2023       | Pré-saison | Anver Koneïev          | 16 juin 2023      |
| Chinnik Iaroslavl          | Dmitri Voïetski      | 19 juin 2023      | Pré-saison | Dmitri Khomukha (en)   | 19 juin 2023      |
| Dinamo Makhatchkala        | Goran Aleksić        | 1er juillet 2023  | Pré-saison | Kurban Berdyev         | 9 juillet 2023    |
| Ienisseï Krasnoïarsk       | Alekseï Ivakhov      | 13 juillet 2023   | Pré-saison | Eduard Steinbrecher    | 14 juillet 2023   |
| Volgar Astrakhan           | Anver Koneïev        | 18 août 2023      | 18e        | Sergueï Pavlov         | 22 août 2023      |
| Kouban Krasnodar           | Aleksandr Grigoryan  | 11 septembre 2023 | 17e        | Vadim Ievseïev         | 12 septembre 2023 |
| Torpedo Moscou             | Pep Clotet           | 3 octobre 2023    | 10e        | Artiom Gorlov          | 3 octobre 2023    |
| Rodina Moscou              | Dmytro Parfenov      | 10 octobre 2023   | 11e        | Franc Artiga           | 10 octobre 2023   |
| Tchernomorets Novorossiisk | Konstantin Zyrianov  | 15 novembre 2023  | 15e        | Vadim Garanine         | 15 novembre 2023  |
| Alania Vladikavkaz         | Oleg Vassilenko      | 22 novembre 2023  | 6e         | Ievgueni Kalechine     | 12 décembre 2023  |
| Akron Togliatti            | Ievgueni Kalechine   | 27 novembre 2023  | 3e         | Zaur Tedeïev           | 7 décembre 2023   |
| Sokol Saratov              | Denis Boïarintsev    | 29 novembre 2023  | 16e        | Alekseï Baga (en)      | 12 décembre 2023  |
| Chinnik Iaroslavl          | Dmitri Khomukha (en) | 30 novembre 2023  | 13e        | Dmitri Cheryshev       | 22 décembre 2023  |
| Ienisseï Krasnoïarsk       | Eduard Steinbrecher  | 7 décembre 2023   | 10e        | Andreï Tikhonov        | 10 janvier 2024   |
| Torpedo Moscou             | Artiom Gorlov        | 16 janvier 2023   | 8e         | Oleg Kononov           | 17 janvier 2024   |
| Dinamo Makhatchkala        | Kurban Berdyev       | 31 janvier 2024   | 1er        | Khassanbi Bidjiev (en) | 7 février 2024    |

## Compétition

### Règlement
La Pervaïa Liga se compose de dix-huit équipes professionnelles qui s'affrontent chacune deux fois, à domicile et à l'extérieur, pour un total de trente-quatre matchs disputés pour chaque équipe. À l'issue de la saison, les deux premiers au classement sont automatiquement promus en première division russe tandis que le troisième et le quatrième sont qualifiés pour les barrages de promotion, où ils affrontent le treizième et le quatorzième de la division supérieure pour une place dans celle-ci. Les trois derniers au classement sont quant à eux directement relégués en troisième division. Les équipes réserves peuvent être reléguées, mais en aucun cas être promues. Si une de ces équipes termine la saison dans les places de promotion, l'équipe non-réserviste suivante au classement se voit attribuer la qualification à la promotion ou aux barrages. Les autres équipes sont quant à elles maintenues et qualifiées pour prendre part à l'édition suivante de la compétition, sauf décision administrative contraire.
Si une équipe prenant part au championnat se retire ou est exclue avant d'avoir disputé la moitié des matchs, l'intégralité de ses résultats sont annulés. Si elle se retire après avoir atteint ce seuil, l'intégralité de ses résultats restants sont comptés comme des défaites sur tapis vert sur le score de 3-0, tandis que les équipes qui auraient dues être affrontées se voient attribuer une victoire sur le même score. Dans les deux cas, l'équipe qui se retire est automatiquement comptée comme une équipe reléguée et ne peut prendre part à l'édition suivante de la compétition, où qu'elle termine au sein du classement final. Dans le cas où une équipe en retrait termine hors des places de relégation, les repêchages concernent en priorité les équipes relégables dans l'ordre croissant de leur classement final.
Les effectifs des clubs font également l'objet de restrictions relatives au nombre de joueurs étrangers, qui sont limités à un total de quatre par équipe. Un joueur est considéré comme étranger s'il ne possède pas la nationalité russe ou d'un autre pays membre de l'Union économique eurasiatique, c'est-à-dire l'Arménie, la Biélorussie, le Kazakhstan et le Kirghizistan.

### Critères de départage
Les équipes sont classées selon leur nombre de points. Ceux-ci se répartissent selon un barème de trois points pour une victoire, un seul pour un match nul et aucun pour une défaite. Si deux équipes sont à égalité de points, les critères de départage suivants sont utilisés :
1. Résultats lors des confrontations directes (dans l'ordre : nombre de points, matchs gagnés, différence de buts, buts marqués, buts marqués à l'extérieur) ;
2. Nombre de matchs gagnés ;
3. Différence de buts générale ;
4. Nombre de buts marqués ;
5. Nombre de buts marqués à l'extérieur ;

Si l'égalité concerne plus de deux équipes, le nombre de matchs gagnés devient le premier critère de départage devant les résultats en confrontations directes.
En cas d'égalité absolue entre plusieurs équipes, même après application de ces critères de départage, deux situations se présentent :
1. Si l'égalité concerne les deux premiers au classement, un match d'appui sur terrain neutre est disputé ;
2. Dans les autres cas, les équipes concernées sont départagées par un tirage au sort.

### Classement et résultats

#### Classement
| Rang | Équipe                       | Pts | J  | G  | N  | P  | Bp | Bc | Diff |
| ---- | ---------------------------- | --- | -- | -- | -- | -- | -- | -- | ---- |
| 1    | FK Khimki R                  | 66  | 34 | 19 | 6  | 8  | 56 | 39 | +17  |
| 2    | Dinamo Makhatchkala          | 61  | 34 | 17 | 7  | 9  | 37 | 19 | +18  |
| 3    | Akron Togliatti              | 59  | 34 | 17 | 8  | 9  | 48 | 26 | +22  |
| 4    | Arsenal Toula                | 55  | 34 | 13 | 16 | 5  | 39 | 25 | +14  |
| 5    | Rodina Moscou                | 55  | 34 | 15 | 10 | 9  | 53 | 31 | +22  |
| 6    | Ienisseï Krasnoïarsk         | 51  | 34 | 15 | 6  | 13 | 55 | 40 | +15  |
| 7    | Chinnik Iaroslavl            | 51  | 34 | 14 | 9  | 11 | 39 | 41 | -2   |
| 8    | Alania Vladikavkaz           | 49  | 34 | 12 | 13 | 9  | 42 | 42 | 0    |
| 9    | FK Tioumen P                 | 48  | 34 | 13 | 9  | 12 | 36 | 35 | +1   |
| 10   | Torpedo Moscou R             | 47  | 34 | 12 | 11 | 11 | 33 | 33 | 0    |
| 11   | Neftekhimik Nijnekamsk       | 42  | 34 | 10 | 9  | 14 | 31 | 35 | -4   |
| 12   | SKA-Khabarovsk               | 41  | 34 | 11 | 8  | 15 | 33 | 36 | -3   |
| 13   | Kamaz Naberejnye Tchelny     | 41  | 34 | 10 | 11 | 13 | 30 | 36 | -6   |
| 14   | Sokol Saratov P              | 38  | 34 | 10 | 8  | 16 | 32 | 53 | -21  |
| 15   | Tchernomorets Novorossiisk P | 35  | 34 | 7  | 14 | 13 | 30 | 38 | -8   |
| 16   | FK Leningradets P            | 34  | 34 | 8  | 10 | 16 | 27 | 44 | -17  |
| 17   | Volgar Astrakhan             | 34  | 34 | 7  | 13 | 14 | 29 | 44 | -15  |
| 18   | Kouban Krasnodar             | 23  | 34 | 5  | 8  | 21 | 20 | 53 | -33  |

Promotion en première division
- 1er et 2e : promotion
- 3e et 4e : barrages de promotion

Relégation en troisième division
- 16e à 18e : relégation

Abréviations
- R : Relégué de première division
- P : Promu de troisième division

#### Résultats
| Résultats (▼dom., ►ext.)                                   | AKR | ALA | ARS | CHI | DIN | IEN | KAM | KHI | KOU | LEN | NEF | ROD | SKA | SOK | TCH | TIO | TOR | VOL |
| Akron Togliatti                                            |     | 1-0 | 5-1 | 3-1 | 3-1 | 3-1 | 2-0 | 0-2 | 6-0 | 0-0 | 0-0 | 0-2 | 2-1 | 2-0 | 0-0 | 1-2 | 2-1 | 0-1 |
| Alania Vladikavkaz                                         | 1-1 |     | 1-1 | 1-1 | 2-0 | 2-1 | 2-0 | 1-4 | 3-0 | 1-0 | 1-0 | 1-2 | 2-0 | 0-0 | 1-2 | 1-1 | 2-0 | 1-2 |
| Arsenal Toula                                              | 1-0 | 3-3 |     | 2-0 | 0-0 | 2-0 | 2-0 | 0-2 | 3-1 | 0-0 | 1-0 | 1-0 | 1-0 | 3-0 | 2-0 | 0-0 | 1-1 | 0-0 |
| Chinnik Iaroslavl                                          | 1-0 | 3-3 | 1-0 |     | 0-1 | 1-1 | 2-2 | 1-2 | 1-0 | 0-0 | 1-0 | 0-2 | 2-1 | 1-0 | 2-1 | 1-2 | 1-1 | 2-1 |
| Dinamo Makhatchkala                                        | 0-1 | 3-0 | 0-0 | 1-1 |     | 1-0 | 0-1 | 1-0 | 2-0 | 2-0 | 1-0 | 2-0 | 2-0 | 2-0 | 1-0 | 3-1 | 0-3 | 3-0 |
| Ienisseï Krasnoïarsk                                       | 2-3 | 4-1 | 0-2 | 4-1 | 0-1 |     | 2-0 | 4-1 | 2-0 | 0-1 | 2-0 | 2-2 | 4-2 | 5-3 | 3-1 | 2-0 | 1-0 | 1-1 |
| Kamaz Naberejnye Tchelny                                   | 1-0 | 1-1 | 0-0 | 4-0 | 2-1 | 1-1 |     | 2-2 | 2-0 | 1-1 | 0-1 | 1-3 | 1-0 | 1-2 | 1-0 | 2-1 | 1-0 | 2-2 |
| FK Khimki                                                  | 2-2 | 2-2 | 3-2 | 0-1 | 1-0 | 1-0 | 1-0 |     | 1-1 | 2-1 | 1-3 | 2-0 | 0-0 | 5-4 | 2-1 | 3-0 | 1-2 | 0-0 |
| Kouban Krasnodar                                           | 0-1 | 0-1 | 0-0 | 0-2 | 1-1 | 1-2 | 1-2 | 0-1 |     | 0-2 | 1-1 | 1-0 | 1-1 | 0-0 | 2-2 | 1-1 | 2-1 | 2-0 |
| FK Leningradets                                            | 1-1 | 3-3 | 1-1 | 0-1 | 1-2 | 0-4 | 0-0 | 1-3 | 0-1 |     | 1-2 | 1-1 | 0-1 | 0-2 | 0-1 | 1-0 | 2-3 | 0-0 |
| Neftekhimik Nijnekamsk                                     | 1-1 | 3-0 | 0-0 | 1-2 | 0-3 | 0-0 | 2-0 | 0-1 | 2-1 | 1-2 |     | 1-4 | 2-0 | 0-0 | 1-1 | 0-2 | 0-0 | 2-1 |
| Rodina Moscou                                              | 0-1 | 1-2 | 1-1 | 1-4 | 0-0 | 2-1 | 1-0 | 1-2 | 1-0 | 2-0 | 3-0 |     | 1-1 | 4-0 | 4-0 | 1-1 | 2-0 | 3-0 |
| SKA-Khabarovsk                                             | 1-0 | 0-1 | 1-1 | 2-0 | 0-2 | 3-0 | 0-0 | 3-1 | 2-0 | 2-1 | 0-1 | 2-1 |     | 3-1 | 0-0 | 2-0 | 2-0 | 1-1 |
| Sokol Saratov                                              | 0-1 | 0-0 | 0-3 | 3-2 | 1-0 | 0-2 | 1-1 | 1-0 | 1-3 | 0-1 | 2-2 | 1-1 | 1-0 |     | 0-0 | 2-1 | 0-2 | 1-0 |
| Tchernomorets Novorossiisk                                 | 0-0 | 1-1 | 2-1 | 1-0 | 0-0 | 0-2 | 0-0 | 1-3 | 3-0 | 0-1 | 0-1 | 0-0 | 3-0 | 5-3 |     | 0-1 | 1-2 | 1-1 |
| FK Tioumen                                                 | 0-2 | 0-1 | 1-2 | 0-2 | 0-0 | 1-0 | 2-0 | 3-1 | 3-0 | 4-0 | 0-3 | 2-2 | 1-0 | 2-0 | 1-1 |     | 0-0 | 1-0 |
| Torpedo Moscou                                             | 1-0 | 0-0 | 1-1 | 1-1 | 2-0 | 1-0 | 1-0 | 1-2 | 1-0 | 2-3 | 2-1 | 1-1 | 2-0 | 0-1 | 1-1 | 0-0 |     | 0-3 |
| Volgar Astrakhan                                           | 1-4 | 1-0 | 1-1 | 0-0 | 0-1 | 2-2 | 2-1 | 0-2 | 2-0 | 1-2 | 1-0 | 0-4 | 1-1 | 1-2 | 1-1 | 1-2 | 1-1 |     |
| - Victoire à domicile - Match nul - Victoire à l'extérieur |     |     |     |     |     |     |     |     |     |     |     |     |     |     |     |     |     |     |

### Barrages de promotion
Les deux barragistes du championnat affrontent les deux barragistes de la première division à la fin de la saison dans le cadre d'un barrage aller-retour, le 29 mai et le 1er juin 2024..
| Équipe                    | Aller | Total | Retour | Équipe               |
| ------------------------- | ----- | ----- | ------ | -------------------- |
| Pari Nijni Novgorod (D1)  | 1 - 2 | 3 - 2 | 2 - 0  | Arsenal Toula (D2)   |
| Oural Iekaterinbourg (D1) | 0 - 2 | 2 - 3 | 2 - 1  | Akron Togliatti (D2) |

Légende des couleurs
- Maintien en première division.
- Promotion en première division.
- Maintien en deuxième division.
- Relégation en deuxième division.

## Statistiques

### Leader par journée
La frise suivante montre l'évolution des équipes ayant successivement occupé la première place :
|     | ——              | ——              | ——              | ——              | ——              | ——                 | ——                 | ——                 | ——                 | ——                 | ——  | ——     | ——     | ——  | ——  | ——  | ——  | ——     | ——     | ——        | ——        | ——        | ——        | ——        | ——     | ——     | ——     | ——     | ——     | ——  | ——        | ——        | ——        | —— |  |
| ROD | Akron Togliatti | Akron Togliatti | Akron Togliatti | Akron Togliatti | Akron Togliatti | Alania Vladikavkaz | Alania Vladikavkaz | Alania Vladikavkaz | Alania Vladikavkaz | Alania Vladikavkaz | DIN | Alania | Alania | DIN | AKR | AKR | TIO | Dinamo | Dinamo | FK Khimki | FK Khimki | FK Khimki | FK Khimki | FK Khimki | Dinamo | Dinamo | Khimki | Khimki | Khimki | DIN | FK Khimki | FK Khimki | FK Khimki |    |  |
|     |                 |                 |                 |                 |                 |                    |                    |                    |                    |                    |     |        |        |     |     |     |     |        |        |           |           |           |           |           |        |        |        |        |        |     |           |           |           |    |  |
|     |                 |                 |                 |                 |                 |                    |                    |                    |                    |                    |     |        |        |     |     |     |     |        |        |           |           |           |           |           |        |        |        |        |        |     |           |           |           |    |  |
| 1   | 2               | 3               | 4               | 5               | 6               | 7                  | 8                  | 9                  | 10                 | 11                 | 12  | 13     | 14     | 15  | 16  | 17  | 18  | 19     | 20     | 21        | 22        | 23        | 24        | 25        | 26     | 27     | 28     | 29     | 30     | 31  | 32        | 33        | 34        |    |  |

### Domicile et extérieur
| Rang | Équipe                     | Pts | J  | G  | N | P  | Bp | Bc | Diff |
| ---- | -------------------------- | --- | -- | -- | - | -- | -- | -- | ---- |
| 1    | Dinamo Makhatchkala        | 38  | 17 | 12 | 2 | 3  | 24 | 6  | +18  |
| 2    | Arsenal Toula              | 36  | 17 | 10 | 6 | 1  | 22 | 7  | +15  |
| 3    | Ienisseï Krasnoïarsk       | 35  | 17 | 11 | 2 | 4  | 38 | 19 | +19  |
| 4    | SKA-Khabarovsk             | 34  | 17 | 10 | 4 | 3  | 24 | 10 | +14  |
| 5    | Akron Togliatti            | 33  | 17 | 10 | 3 | 4  | 30 | 13 | +17  |
| 6    | FK Khimki                  | 32  | 17 | 9  | 5 | 3  | 27 | 19 | +8   |
| 7    | Rodina Moscou              | 31  | 17 | 9  | 4 | 4  | 28 | 13 | +15  |
| 8    | Kamaz Naberejnye Tchelny   | 30  | 17 | 8  | 6 | 3  | 23 | 15 | +8   |
| 9    | Alania Vladikavkaz         | 29  | 17 | 8  | 5 | 4  | 23 | 16 | +7   |
| 10   | Chinnik Iaroslavl          | 29  | 17 | 8  | 5 | 4  | 20 | 17 | +3   |
| 11   | FK Tioumen                 | 28  | 17 | 8  | 4 | 5  | 21 | 14 | +7   |
| 12   | Torpedo Moscou             | 27  | 17 | 7  | 6 | 4  | 17 | 14 | +3   |
| 13   | Sokol Saratov              | 23  | 17 | 6  | 5 | 6  | 14 | 19 | -5   |
| 14   | Tchernomorets Novorossiisk | 21  | 17 | 5  | 6 | 6  | 18 | 16 | +2   |
| 15   | Neftekhimik Nijnekamsk     | 21  | 17 | 5  | 6 | 6  | 16 | 18 | -2   |
| 16   | Volgar Astrakhan           | 18  | 17 | 4  | 6 | 7  | 16 | 24 | -8   |
| 17   | Kouban Krasnodar           | 16  | 17 | 3  | 7 | 7  | 13 | 18 | -5   |
| 18   | FK Leningradets            | 9   | 17 | 1  | 6 | 10 | 12 | 26 | -14  |

| Rang | Équipe                     | Pts | J  | G  | N  | P  | Bp | Bc | Diff |
| ---- | -------------------------- | --- | -- | -- | -- | -- | -- | -- | ---- |
| 1    | FK Khimki                  | 31  | 17 | 10 | 1  | 6  | 29 | 20 | +9   |
| 2    | Akron Togliatti            | 26  | 17 | 7  | 5  | 5  | 18 | 13 | +5   |
| 3    | FK Leningradets            | 25  | 17 | 7  | 4  | 6  | 15 | 18 | -3   |
| 4    | Rodina Moscou              | 23  | 17 | 6  | 6  | 5  | 25 | 18 | +7   |
| 5    | Dinamo Makhatchkala        | 23  | 17 | 6  | 5  | 6  | 13 | 13 | 0    |
| 6    | Chinnik Iaroslavl          | 22  | 17 | 6  | 4  | 7  | 19 | 24 | -5   |
| 7    | Neftekhimik Nijnekamsk     | 21  | 17 | 6  | 3  | 8  | 15 | 17 | -2   |
| 8    | Torpedo Moscou             | 20  | 17 | 5  | 5  | 7  | 16 | 19 | -3   |
| 9    | FK Tioumen                 | 20  | 17 | 5  | 5  | 7  | 15 | 21 | -6   |
| 10   | Alania Vladikavkaz         | 20  | 17 | 4  | 8  | 5  | 19 | 26 | -7   |
| 11   | Arsenal Toula              | 19  | 17 | 3  | 10 | 4  | 17 | 18 | -1   |
| 12   | Ienisseï Krasnoïarsk       | 16  | 17 | 4  | 4  | 9  | 17 | 21 | -4   |
| 13   | Volgar Astrakhan           | 16  | 17 | 3  | 7  | 7  | 13 | 20 | -7   |
| 14   | Sokol Saratov              | 12  | 17 | 4  | 3  | 10 | 18 | 34 | -16  |
| 15   | Tchernomorets Novorossiisk | 14  | 17 | 2  | 8  | 7  | 12 | 22 | -10  |
| 16   | Kamaz Naberejnye Tchelny   | 11  | 17 | 2  | 5  | 10 | 7  | 21 | -14  |
| 17   | Kouban Krasnodar           | 7   | 17 | 2  | 1  | 14 | 7  | 35 | -28  |
| 18   | SKA-Khabarovsk             | 7   | 17 | 1  | 4  | 12 | 9  | 26 | -17  |

### Évolution du classement
Le tableau suivant récapitule le classement au terme de chacune des journées définies par le calendrier officiel. Les positions importantes telles que les places de promotion et de relégation sont indiquées par un fond coloré. Dans le cas où une équipe ne pouvant monter en première division se trouve dans une place de promotion, la position suivante devient alors promouvable.
Les équipes comptant un ou plusieurs matchs en retard sont marquées avec un petit exposant rouge à côté du classement indiquant le nombre de rencontres en moins à l'issue d'une journée donnée.
| Journées →    | 1  | 2  | 3  | 4  | 5  | 6  | 7  | 8  | 9  | 10 | 11 | 12 | 13 | 14 | 15 | 16 | 17 | 18 | 19 | 20 | 21 | 22 | 23 | 24 | 25 | 26 | 27 | 28 | 29 | 30 | 31 | 32 | 33 | 34 | Prom. | Barr. | Rel. |
| Équipe        |    |    |    |    |    |    |    |    |    |    |    |    |    |    |    |    |    |    |    |    |    |    |    |    |    |    |    |    |    |    |    |    |    |    |       |       |      |
| ------------- | -- | -- | -- | -- | -- | -- | -- | -- | -- | -- | -- | -- | -- | -- | -- | -- | -- | -- | -- | -- | -- | -- | -- | -- | -- | -- | -- | -- | -- | -- | -- | -- | -- | -- | ----- | ----- | ---- |
| Akron         | 4  | 1  | 1  | 1  | 1  | 1  | 4  | 3  | 7  | 5  | 4  | 8  | 4  | 4  | 3  | 1  | 1  | 2  | 4  | 4  | 5  | 4  | 2  | 2  | 2  | 2  | 2  | 3  | 3  | 3  | 3  | 3  | 3  | 3  | 13    | 17    |      |
| Alania        | 9  | 5  | 3  | 6  | 2  | 3  | 1  | 1  | 1  | 1  | 1  | 2  | 1  | 1  | 2  | 3  | 5  | 5  | 6  | 6  | 6  | 7  | 7  | 7  | 8  | 8  | 8  | 8  | 8  | 8  | 9  | 10 | 9  | 8  | 10    | 3     |      |
| Arsenal       | 10 | 13 | 16 | 10 | 14 | 15 | 15 | 13 | 13 | 12 | 13 | 12 | 10 | 10 | 6  | 6  | 6  | 6  | 5  | 5  | 2  | 3  | 4  | 4  | 5  | 5  | 4  | 4  | 4  | 4  | 5  | 5  | 4  | 4  | 1     | 9     | 1    |
| Chinnik       | 15 | 16 | 12 | 15 | 12 | 9  | 10 | 5  | 3  | 6  | 3  | 4  | 5  | 6  | 8  | 10 | 10 | 12 | 12 | 13 | 10 | 11 | 13 | 13 | 12 | 11 | 13 | 11 | 11 | 11 | 11 | 6  | 7  | 7  |       | 3     | 1    |
| Dinamo        | 17 | 14 | 9  | 13 | 9  | 10 | 13 | 7  | 4  | 2  | 2  | 1  | 2  | 2  | 1  | 5  | 4  | 3  | 1  | 1  | 3  | 2  | 3  | 3  | 3  | 1  | 1  | 2  | 2  | 2  | 1  | 2  | 2  | 2  | 18    | 7     | 1    |
| Ienisseï      | 7  | 9  | 10 | 17 | 11 | 12 | 8  | 12 | 12 | 14 | 11 | 13 | 14 | 15 | 13 | 9  | 11 | 7  | 9  | 10 | 8  | 10 | 9  | 9  | 9  | 9  | 9  | 9  | 9  | 9  | 6  | 7  | 6  | 6  |       |       | 1    |
| Kamaz         | 16 | 8  | 14 | 8  | 6  | 5  | 7  | 8  | 10 | 11 | 8  | 11 | 13 | 8  | 9  | 12 | 7  | 9  | 8  | 9  | 12 | 12 | 10 | 12 | 14 | 12 | 10 | 12 | 12 | 12 | 12 | 13 | 13 | 13 |       |       | 1    |
| Khimki        | 14 | 15 | 13 | 7  | 7  | 8  | 9  | 10 | 8  | 9  | 7  | 3  | 3  | 3  | 5  | 4  | 3  | 4  | 3  | 2  | 1  | 1  | 1  | 1  | 1  | 3  | 3  | 1  | 1  | 1  | 2  | 1  | 1  | 1  | 13    | 9     |      |
| Kouban        | 13 | 17 | 18 | 16 | 17 | 17 | 16 | 16 | 17 | 17 | 17 | 17 | 17 | 17 | 17 | 17 | 16 | 17 | 18 | 15 | 16 | 16 | 17 | 17 | 17 | 17 | 18 | 18 | 18 | 18 | 18 | 18 | 18 | 18 |       |       | 32   |
| Neftekhimik   | 6  | 10 | 11 | 12 | 16 | 16 | 17 | 17 | 16 | 16 | 15 | 16 | 15 | 14 | 10 | 13 | 13 | 13 | 13 | 11 | 11 | 8  | 8  | 8  | 7  | 7  | 6  | 7  | 7  | 6  | 7  | 11 | 11 | 11 |       |       | 7    |
| Leningradets  | 11 | 6  | 8  | 11 | 15 | 13 | 12 | 14 | 14 | 15 | 16 | 14 | 16 | 16 | 16 | 16 | 18 | 16 | 14 | 14 | 14 | 14 | 14 | 15 | 15 | 15 | 16 | 16 | 16 | 15 | 15 | 16 | 16 | 16 |       |       | 13   |
| Rodina        | 1  | 4  | 7  | 9  | 13 | 14 | 11 | 6  | 9  | 10 | 12 | 10 | 11 | 12 | 14 | 11 | 12 | 8  | 7  | 7  | 7  | 6  | 5  | 5  | 4  | 4  | 5  | 5  | 5  | 5  | 4  | 4  | 5  | 5  | 1     | 5     |      |
| SKA           | 5  | 2  | 4  | 4  | 3  | 4  | 5  | 9  | 11 | 7  | 10 | 7  | 8  | 9  | 12 | 8  | 9  | 11 | 11 | 12 | 13 | 13 | 11 | 10 | 10 | 13 | 12 | 10 | 10 | 10 | 10 | 12 | 12 | 12 | 1     | 4     |      |
| Sokol         | 18 | 11 | 5  | 3  | 4  | 2  | 3  | 2  | 2  | 3  | 5  | 6  | 7  | 7  | 11 | 14 | 14 | 14 | 15 | 16 | 15 | 15 | 15 | 16 | 16 | 16 | 15 | 15 | 15 | 16 | 16 | 15 | 14 | 14 | 3     | 4     | 7    |
| Tchernomorets | 8  | 12 | 15 | 14 | 10 | 11 | 14 | 15 | 15 | 13 | 14 | 15 | 12 | 13 | 15 | 15 | 15 | 15 | 17 | 18 | 18 | 17 | 16 | 14 | 13 | 14 | 14 | 14 | 14 | 14 | 14 | 14 | 15 | 15 |       |       | 5    |
| Tioumen       | 2  | 7  | 6  | 2  | 5  | 7  | 2  | 4  | 5  | 8  | 9  | 5  | 6  | 5  | 4  | 2  | 2  | 1  | 2  | 3  | 4  | 5  | 6  | 6  | 6  | 6  | 7  | 6  | 6  | 7  | 8  | 8  | 8  | 9  | 7     | 4     |      |
| Torpedo       | 3  | 3  | 2  | 5  | 8  | 6  | 6  | 11 | 6  | 4  | 6  | 9  | 9  | 11 | 7  | 7  | 8  | 10 | 10 | 8  | 9  | 9  | 12 | 11 | 11 | 10 | 11 | 13 | 13 | 13 | 13 | 9  | 10 | 10 | 1     | 3     |      |
| Volgar        | 12 | 18 | 17 | 18 | 18 | 18 | 18 | 18 | 18 | 18 | 18 | 18 | 18 | 18 | 18 | 18 | 17 | 18 | 16 | 17 | 17 | 18 | 18 | 18 | 18 | 18 | 17 | 17 | 17 | 17 | 17 | 17 | 17 | 17 |       |       | 33   |

## Distinctions individuelles
| Meilleurs buteurs Cette section est vide, insuffisamment détaillée ou incomplète. Votre aide est la bienvenue ! Comment faire ? | Meilleurs passeurs Cette section est vide, insuffisamment détaillée ou incomplète. Votre aide est la bienvenue ! Comment faire ? |